# Luiza (navio)
Brigue Luiza foi um navio veleiro de dois mastros do tipo brigue. O casco da embarcação era todo forrado com cobre. O navio trouxe os primeiros imigrantes colonos alemães a Santa Catarina.

## Histórico
Em 28 de outubro de 1828 zarpou do porto do Rio de Janeiro com 276 imigrantes a bordo, os quais vinham, em boa parte, da região da Renânia, na atual Alemanha. A viagem inicial foi feita no navio alemão Johanna Jakobs que trouxe centenas imigrantes alemães para o Brasil.
Em 7 de novembro de 1828 desembarcaram no porto da então Desterro, hoje Florianópolis. A esse contingente juntaram-se, no dia 12 do mesmo mês, mais 359 imigrantes chegados no bergantim Marquês de Vianna e, juntos, formaram uma nova comunidade.
Os passageiros do Luiza foram encaminhados para a Armação da Lagoinha, no Sul da Ilha, onde havia abrigo com hospital e médico, pois a maioria chegou doente.
Das 146 famílias, de ambos os navios, destinadas a formar a nova colônia de São Pedro, 14 se deixaram ficar na cidade de Florianópolis e em seus arredores, e por isso só 132 datas foram demarcadas em São Pedro de Alcântara para igual número de famílias.